# Dlouhý prodej
Dlouhý prodej (často se používá i anglický termín long sale) je způsob spekulace na vzestup ceny nějaké komodity či cenného papíru (tzv. spekulace „à la hausse“). Investor si předmět spekulace zakoupí a po nějaké době jej prodá třetí straně.  V případě, že cena mezi nákupem a odprodejem výrazněji vzrostla, je spekulace výhodná, zatímco v opačném případě investor zaznamená ztrátu. Dlouhý prodej proto používají obchodníci, kteří spekulují na vzestup cen („býci“) nebo se chtějí proti vzestupu cen zajistit.
Opačná spekulace, tedy na pokles ceny, se nazývá prázdný či krátký prodej.

## Příklad
Obchodník obchoduje na trhu e-mini S&P 500, kde se rozhodne vstoupit do Dlouhého prodeje. Příkazem koupit tedy nakoupí kontrakt za cenu 1200 bodů a spekuluje na růst ceny. O hodinu později cena vzroste o 15 bodů a obchodník kontrakt prodá, neboli vystoupí z pozice na ceně 1215. Inkasuje zisk ve výši 15*$50 (jeden bod na trhu e-mini S&P 500 Index představuje $50), což je $750.